# Cirkus Mundeling
Cirkus Mundeling var en omrejsende dansk cirkus, der oprindeligt blev grundlagt af Erhardt Mundeling (1860–1947) i 1897 og turnerede til og med 1926. Cirkus havde sin storhedstid i begyndelsen af 1920'erne.
I 1986 blev Cirkus Mundeling genetableret af Erhardt Mundelings yngste datter, Erna Mundeling, sammen med sin egen datter, Viola. Der blev kun turneret i 1986 og 1987. Teltet var et fire-masters.